# Tony Hawk's Underground
 (juillet 2015).
Si vous disposez d'ouvrages ou d'articles de référence ou si vous connaissez des sites web de qualité traitant du thème abordé ici, merci de compléter l'article en donnant les références utiles à sa vérifiabilité et en les liant à la section « Notes et références ».
Pour les articles homonymes, voir Underground.
Tony Hawk's Underground est le cinquième opus de la série de jeux vidéo Tony Hawk's et il marque un grand tournant dans la série.
Il a été développé par Neversoft et édité par Activision en 2003 sur PlayStation 2, GameCube et Xbox.

## Principe du jeu
Dans cet opus, le joueur n'incarne plus un skater professionnel, mais lui-même. Dans le mode principal du jeu, le Story Mode, il incarne un jeune skater qui, à l'aide de son meilleur ami Eric Sparrow, veut devenir une légende parmi les skateboarders professionnels.
Petit à petit, au fur et à mesure de l'histoire, il pourra inventer de nouveaux tricks et augmenter ses "stats points". L'implémentation d'un véritable scénario est une modification majeure de la formule habituelle de la série. D'autres nouveautés apparaissent par ailleurs, comme la possibilité de descendre de sa planche quand il le souhaite.

## Version Game Boy Advance
Tony Hawk's Underground est aussi le nom du portage du jeu sur Game Boy Advance. Il a été développé par Vicarious Visions et est sorti en 2003.

## Niveaux
- New Jersey
- Manhattan
- Tampa
- San Diego
- Hawaï
- Vancouver
- Slam City Jam (skatepark de Vancouver)
- Moscou

### Niveaux Bonus
- École II (Repris de Tony Hawk's Pro Skater 2)
- Venice Beach (Repris de Tony Hawk's Pro Skater 2)
- Hotter Than Hell (Concert de KISS)

## Histoire et déroulement

### New Jersey
L'histoire démarre par la customisation du personnage (nommé ici Steve), qui s'enchaîne avec l'apprentissage des techniques de base avec votre ami, Eric Sparrow. Tout le monde assiste la démo de Chad Muska. Steve et Eric envisagent de se faire sponsoriser par un skateshop du coin géré par Stacy Peralta. Les 2 skaters se font amis avec les Road Warriors (des pilotes de voiture) pour franchir le pont et accéder au nouveau coin du niveau. Eric et Steve doivent faire une vidéo pour convaincre Stacy Peralta de les prendre au sein de l'équipe, mais ils sont contraints de quitter la ville à cause de menaces de mort portées à Eric par les dealers d'Elm Street. Steve et Eric s'en vont à Manhattan pour tourner leur vidéo.

### Manhattan
Après avoir appris de nouvelles techniques et s'être fait des contacts aux spots de la ville, Steve et Eric tournent enfin leur vidéo, notamment des tricks au-dessus d'un taxi en flammes. Après avoir visionné la vidéo, Stacy intègre immédiatement les 2 skaters dans la team Parelta. Il leur confie un van pour se rendre au Tampa AM Jam, compétition en Floride, pour commencer à se faire un nom, mais tout ne va pas se passer comme prévu.

### Tampa
Steve et Eric se retrouvent sans van à l'entrée de la ville, ce dernier étant confisqué par un flic du coin, pour cause de stickers insultants sur le van. Ils arrivent quand même au lieu de la compétition, et comprennent qu'il fallait s'inscrire au préalable pour participer au contest. Eric s'est inscrit mais n'a pas pensé à inscrire Steve, qui n'était au courant de rien et qui se retrouve coincé dehors. Il va finalement réussir à se faire intégrer à la compétition, en se liant d'amitié avec un certain Tony Hawk. Steve remportera la compétition face à Eric, qu'il va laisser tomber. Ainsi tombent la proposition de sponsoring : Tony Hawk pour Birdhouse, Bam Margera pour Element, Geoff Rowley pour Flip, Bucky Lasek pour Girl et Jamie Thomas pour Zero.

### San Diego
Après avoir choisi son sponsor, Steve rencontre le manager de l'équipe nommé Todd. Ils décident de préparer une démo et de faire de la pub dans la ville et de réaliser quelques photos pour les magazines de l'équipe. Le soir qui précède la démo, toute l'équipe fait la fête. Steve, se fait réveiller avec la gueule de bois par le manager Todd. Il lui annonce que la démo va bientôt commencer et que l'équipe accueille un nouveau membre : Eric Sparrow. La démo commence, et remporte un franc succès. Avec l'argent récolté, l'équipe se paye des vacances à Hawaii.

### Hawaii
Toute l'équipe se fait plaisir à Hawaii, trouver de nouveaux spots, des compétitions locales, avant de grand Slam City Jam de Vancouver. Steve finit sur le toit d'un immeuble en compagnie d'Eric qui le filme. C'est alors qu'un hélicoptère de la police apparaît pour arrêter les 2 skaters, en infraction. Steve place un McTwist au-dessus de l'hélico, depuis l'immeuble, jusqu'à un autre plus bas, le tout filmé par Eric Sparrow. Après ces écarts de conduite à Hawaii, la team est contrainte de partir à Vancouver.

### Vancouver
Toute l'équipe se prépare pour la compétition après avoir fait la fête dans l'hôtel où la team loge. Cette partie du niveau permet de découvrir les spots locaux avant d'entrer dans le grand skatepark de la ville.

#### Slam City Jam
Steve pénètre finalement dans le park, et rencontre un membre de la team dans les tribunes. Ils apprennent qu'Eric est passé pro car il a fait croire à tout le monde que c'est lui qui a passé le gap de l'hélicoptère à Hawaii. Il s'ensuit une altercation entre Eric et Steve. Eric lui dit qu'il ne pense plus qu'à lui-même maintenant et à son argent, et que Steve ferait mieux d'aller voir s'il reste encore des places pour le contest amateur le lendemain en ricanant.
Puis, au moment de l'inscription, voyant le nom d'Eric Sparrow inscrit chez les pros, Steve ment en faisant croire qu'il est pro lui aussi et pose sa signature dans la catégorie pro au lieu d'amateur. Son but est de ridiculiser Eric.
Steve gagne la compétition de vert' de street et passe pro pour de bon.

#### Retour à Vancouver
Passage pro signifie, marque de planche ! Steve peut désormais créer ses propres boards. Les offres de sponsoring de chaussures se présentent à Steve (Adio, Circa, éS et Vans). Steve doit faire ses preuves pour obtenir ses sponsors et éventuellement partir à Moscou pour rejoindre Eric. Une fois les sponsors obtenus, il prend juste à temps le bus pour Moscou.

### Moscou

#### Partie 1
Arrivés sur place, le ton est donné : toute la presse sera la pour la grosse démo, pour découvrir les nouveaux pros, ce n'est pas le moment de chercher les ennuis (étant donné la réputation de l'équipe). La ville est coupée en deux par un mur gardé et sécurisé. Mais Steve, aidé par Bam distrait les gardes et parvient à ouvrir les grilles du quartier bloqué. Eric et Steve parviennent à faire la paix, pendant que Bam fantasme sur les tanks russes qui débarquent en ville. Après avoir retrouvé une entente en skatant, Steve retrouve Eric complètement bourré avec un soldat russe qui dort. Eric pique les clés du tank, rejoint à l'intérieur par Steve. Ce dernier ne parvient pas à stopper le tank, qui fonce droit dans un musée.

#### Partie 2
Eric prend la fuite avant que des gravats tombent sur la trappe, ce qui coince Steve à l'intérieur. La police russe l'envoie direct en prison. Eric témoigne même contre Steve, cherchant à s'écarter de tout problème. 700 000 $ de dégâts ! Steve se fait même lourder par Todd, qui ne veut rien prendre en charge, expliquant aux autorités que Steve ne skate même plus pour la team. Steve parvint à être libéré par l'ambassade américaine mais il est désormais tout seul à Moscou et doit rentrer à New Jersey. Il met au point un plan avec ses contacts sur place pour sortir de Moscou sans être repéré par les forces de l'ordre. Après avoir aidé plusieurs de ces contacts, Kalo fait faire une dernière mission à Steve, et le fait sortir de la ville.

### Retour à New Jersey
Rien n'a changé depuis le départ de Steve. Il y retrouve Eric qui se comporte comme une vraie star (garde du corps, limousine, agent personnel, ignorance pour les fans...). Steve lui explique qu'il s'en fiche de l'argent, et qu'il a toujours des vrais potes à Jersey. Il tout de même dégoûté de l'image du skate qu'Eric va donner aux enfants. Sur les conseils de Stacy Peralta, il continue de skater à sa manière : pour se faire plaisir et pas pour l'argent. Mais il veut réellement montrer aux gamins l'esprit du skate. Pour ce faire, et grâce à l'aide de Mike il monte une équipe de 5 skaters pros rencontrés durant toute l'aventure (mentionnés plus bas). Stacy confie l'emplacement de spots secrets (un dans chaque ville ridée); là où les pros seront filmés. Une fois ces 5 objectifs atteints, le jeu diffuse les réelles vidéos des pros sélectionnés.
La vidéo marche très bien, ce qui fait réagir Eric, qui rejoint Steve et Stacy devant le shop de ce dernier en se moquant d'eux. Steve explique une énième fois que toute cette histoire n'a jamais tourné autour de l'argent ; et qu'il a tout ce dont il a besoin. C'est là qu'Eric sort de sa poche la cassette du McTwist plaqué par Steve à Hawaii au-dessus de l'hélico, vidéo qu'Eric a accaparée mais que personne n'a jamais vue ! Steve comprend qu'Eric a menti à tout le monde et que sa célébrité est basée sur des paroles mensongères. Il s'énerve et tente de reprendre cette cassette. Eric lui propose un ultime challenge : un dernier run dans la ville et le gagnant prend la cassette (One last trip around the neighbourhood, winner takes the tape…).
Steve gagne le run, et pars avec la cassette, laissant Eric fou de rage et criant des insultes à tout va. Le jeu se termine sur la vidéo du McTwist à Hawaii et sur une vidéo bonus montrant Todd essayant de draguer des touristes à Hawaii et se prenant une claque après avoir dit Hello ladies ! Nice legs, what time do they open? (Salut medames ! Jolies jambes, à quelle heure elles ouvrent ?).

#### Fin alternative
Lorsque vous terminez le jeu pour la 2e fois, la vidéo avec Eric sortant la cassette se finit différemment : au moment où Eric propose le challenge, Steve attrape la cassette tout en mettant une énorme droite à Eric, qui finit couché sur sa voiture, mâchoire fracturée.

## Skaters Pros
- Tony Hawk
- Bob Burnquist
- Eric Koston
- Bucky Lasek
- Bam Margera
- Rodney Mullen
- Chad Muska
- Andrew Reynolds
- Paul Rodriguez
- Geoff Rowley
- Arto Saari
- Jamie Thomas
- Mike Vallely

### Skaters Bonus
- Iron Man
- Gene Simmons
- THUD

## Bande son
Le jeu contient 78 morceaux de musique des genres rock, punk et hip-hop, allant des années 1970 à 2000.